# Barkeria spectabilis
Barkeria spectabilis es una especie de orquídea epífita originaria de Centroamérica desde México a Nicaragua.

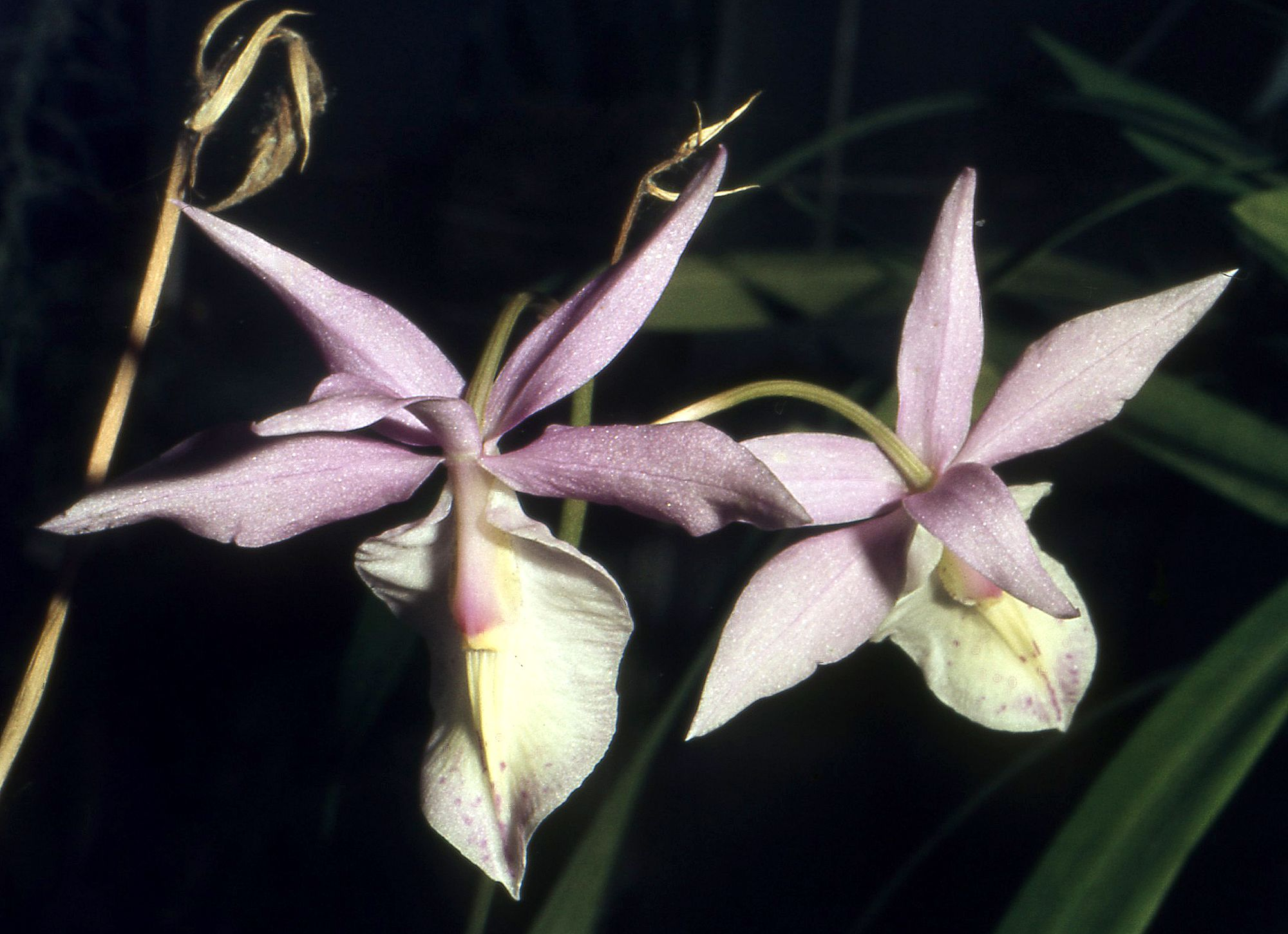
Detalle de las flores

## Distribución y hábitat
Se distribuye por México, El Salvador, Guatemala y Nicaragua donde es conocida por una sola colección (Heller 9315), se encuentra en los bosques secos, en León a 30 metros. Así como en el valle de Panchoy a 1,470 m s. n. m. en los alrededores de la Ciudad de Antigua Guatemala, Sacatepéquez, en Guatemala. La floración se produce en marzo–mayo. Esta especie es a menudo confundida con B. lindleyana Bateman ex Lindl. de la cual se distingue por sus flores más grandes y su labelo acuminado y su época de floración de la lindleyana en agosto a noviembre.

## Descripción
Es una orquídea epífita con raíces aéreas muy gruesas; los tallos secundarios erectos, fusiformes, cilíndricos, completamente revestidos con vainas escariosas, las vainas superiores con limbos foliares. Las hojas de 2–4, tienen 17 cm de largo y 3 cm de ancho, articuladas con sus vainas, verdes y a veces irradiadas de púrpura. La inflorescencia con 2–10 flores algo péndulas, pedúnculo de 8–12 cm de largo, de color verde o verde-purpúreo, las flores grandes y muy vistosas, blancas a purpúreo pálidas, el labelo con manchas pequeñas, irregulares y purpúreo obscuras, la columna verde con manchas purpúreas externamente; sépalo dorsal de 30 mm de largo y 8 mm de ancho, los sépalos laterales 30 mm de largo y 7 mm de ancho; los pétalos de 32 mm de largo y 11 mm de ancho; el labelo ovado-triangular, de 36 mm de largo y 20 mm de ancho, acuminado, los bordes ondeados, el disco con 5 carinas longitudinales elevadas, más pronunciadas hacia la base; columna 1.5 cm de largo; ovario 3 cm de largo, pedicelado.

## Taxonomía
Barkeria spectabilis fue descrita por Bateman ex Lindl. y publicado en Edwards's Botanical Register 28: Misc. 43. 1842.
Etimología
Ver: Barkeria
spectabilis: epíteto latino que significa "notable, espectacular".
Sinonimia
- Epidendrum spectabile (Bateman ex Lindl.) Rchb.f. in W.G.Walpers, Ann. Bot. Syst. 6: 375 (1862), nom. illeg.
- Barkeria lindleyana subsp. spectabilis (Bateman ex Lindl.) Thien, Brittonia 22: 297 (1970 publ. 1971).[2]